# TwoMorrows Publishing
TwoMorrows Publishing est une maison d'édition et un groupe de presse américain fondé en 1994 par John et Pam Morrow. Basé à Raleigh, en Caroline du Nord, il publie plusieurs magazines consacrés aux comic books, ainsi que des livres et des DVD. Ses magazines ont remporté trois Eisner Awards entre 2000 et 2007.